# Il ladro d'acqua
Il ladro d'acqua è un romanzo della scrittrice italoamericana Ben Pastor, il primo nel ciclo dedicato al personaggio ricorrente di Elio Sparziano. Mescolando dati storici con eventi e personaggi immaginari, narra la missione del comandante Elio Sparziano come inviato dell'imperatore Diocleziano tra l'Egitto e l'Italia, agli inizi del IV secolo d.C.

## Titolo
Il titolo italiano del romanzo traduce letteralmente quello originale inglese (The Water Thief). >Propriamente i ladri d'acqua, o ladri di fiume, sono predoni che grazie ad una fitta rete di coperture assicurate da minacce e corruzione, assaltano i trasporti mercantili lungo il corso del Nilo. Simbolicamente però il Ladro d'acqua, con riferimento all'uso greco di clessidre ad acqua, equivale anche al Tempo che scorre inesorabile. Nel corso della narrazione è questo secondo significato metaforico che finisce per avere il sopravvento.

## Incipit

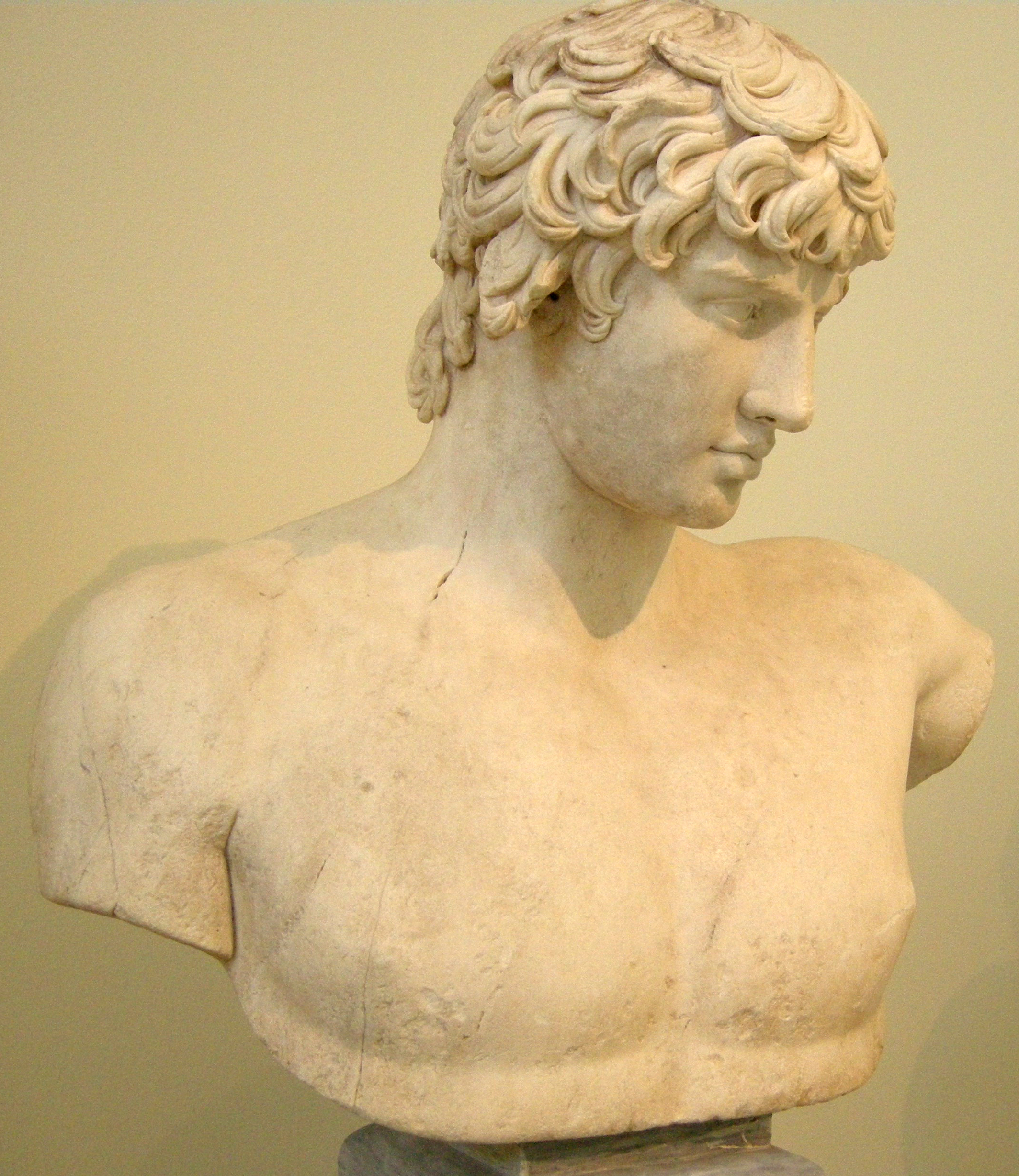
Busto di Antinoo, conservato al Museo Archeologico Nazionale di Atene.

(Traduzione dall'inglese di Paola Bonini)

## Trama
Tarda primavera del 304 d.C. Il comandante Elio Sparziano, soldato, storico ed uomo di corte, riceve dall'imperatore Diocleziano in persona un importante incarico: dovrà recarsi in Egitto per verificare l'effettiva applicazione di due Editti imperiali, quello sul calmiere dei prezzi e quello contro i cristiani, e contemporaneamente avviare la ricerca di dati storici utili alla compilazione di una biografia dell'imperatore Adriano, che proprio in Egitto aveva compiuto un famoso viaggio. Elio torna così nei luoghi in cui otto anni prima aveva combattuto contro la cosiddetta Ribellione, un tentativo antiromano dell'usurpatore Achilleo, e in cui aveva vissuto la sua più grande storia d'amore, quella con la bella Anubina.
Le indagini storiche da parte di Elio finiscono per concentrarsi sull'episodio più celebre - e mai interamente chiarito - del soggiorno egiziano dell'imperatore Adriano: la morte del suo favorito Antinoo, un giovane bellissimo poco più che ventenne, annegato nella acque del Nilo. Forse si è trattato di un incidente, o forse di un omicidio, o forse ancora di una uccisione rituale (un sacrificio in favore del Genio imperiale) a cui potrebbe non essere stata estranea la volontà dello stesso Antinoo, e magari la responsabilità di Adriano.
Da un punto di vista storico è importante cercare di ricostruire la verità di quegli eventi lontani quasi due secoli, ma ben presto per Elio il problema assume un aspetto diverso, più attuale e pericoloso: Sereno Dione, un mercante da lui già conosciuto in passato, gli fa sapere di essere fortunosamente entrato in possesso di una lettera perduta scritta da Adriano ad uno dei suoi generali. Nella lettera si accenna ad un grave pericolo che minaccia lo Stato romano e si indica la tomba di Antinoo come nascondiglio di altri documenti di prova. Bisogna dunque rintracciare il luogo di sepoltura del giovane favorito che però non è reso noto da alcuna fonte. Potrebbe trovarsi in Egitto come in Italia: a Roma, o forse addirittura a Baia, dove Adriano era morto, o anche in Bitinia, dove Antinoo era nato.
In Egitto e poi in Italia, dove lo conduce la sua indagine, Elio sfugge ad una scia di morte che pare seguire il percorso della lettera ritrovata e nascostamente fattagli pervenire da Sereno, evidentemente ambita da molti. Attorno a lui scompaiono uno dopo l'altro tutti coloro che avrebbero potuto aiutarlo, pertanto nella fase conclusiva della sua ricerca il comandante si trova solo. Alla fine l'antica tomba viene ugualmente riscoperta: gli importanti documenti in essa contenuti illustrano una congiura che da molte direzioni e attraverso i secoli non ha mai cessato di minacciare lo Stato. Conseguenza immediata della rivelazione è una fitta rete di arresti su tutto il territorio dell'Impero; l'epilogo del romanzo lascia però intendere che la congiura - non interamente debellata - avrà ulteriori e nefaste conseguenze.

### Particolarità narrativa
La normale narrazione in terza persona da parte dell'autrice è spesso inframmezzata a documenti prodotti dai suoi personaggi. Per Elio ci sono le lettere ufficiali all'imperatore e quelle personali, il diario di viaggio e gli appunti per l'opera storica che si appresta a comporre.

## Personaggi
- Elio Sparziano. Nel Prologo del romanzo il personaggio delinea brevemente la propria autobiografia. Di origine pannonica, comandante di cavalleria, uomo di corte e storico forse realmente esistito[4], al tempo di questa narrazione Elio Sparziano ha circa trent'anni. Moralmente e spiritualmente è legato alla più antica tradizione di Roma ma il suo aspetto fisico - i capelli biondi e gli occhi chiari - ne tradiscono l'origine nordica e dunque barbara.

- Anubina. In parte greca e in parte egizia, il suo nome originario è Thaësis. La donna è una ex prostituta e come tale Elio l'aveva comprata, prima di innamorarsi di lei e di renderla libera al momento di lasciare l'Egitto. Dopo otto anni di lontananza il comandante la ritrova sposata con un contadino egiziano e dedita all'attività di ricamatrice. Anubina ha due figli, Thaësis e Saburio: con ogni probabilità la paternità della bambina è ascrittibile ad Elio. Tuttavia anche dopo essere rimasta vedova a causa di un'epidemia, la donna rifiuta di seguire il comandante.

- Baruch ben Matthias. Pittore ebreo di immagini funerarie, ha legami e interessi d'affari in varie parti dell'Impero. Con Elio ha uno strano rapporto: al tempo della Ribellione in Egitto i due uomini avevano combattuto su fronti opposti e Ben Matthias aveva quasi ucciso il comandante. Ora non è chiaro quanto ci si possa fidare di lui, ma a volte per Elio il vecchi ebreo sembra davvero un buon amico.

- Sereno Dione. Ricco mercante e antiquario egiziano, conduce la propria attività assieme al compagno Arpocrate. In passato si era già occupato per Elio di ricerche e acquisti editoriali: la sua più recente scoperta - la vecchia lettera perduta di Adriano - finisce purtroppo per costare la vita a lui e a molti altri.

- Gavio Tralles. Ufficiale dell'esercito romano in Egitto, è amico ed ex commilitone di Elio, assieme al quale ha combattuto al tempo della Ribellione. Con il passare degli anni si è formato una famiglia, ha sviluppato interessi d'affari e si è perfettamente inserito nella realtà locale egiziana, tanto che il suo atteggiamento poco collaborativo nei confronti di Elio può essere attribuito al desiderio di quieto vivere, piuttosto che a vera e propria viltà.

- Gaio Aviola Parato. Ex agente segreto imperiale e veterano della campagna contro i Persiani, nel corso della quale è stato accecato dopo esser stato fatto prigioniero. Ora gestisce una taverna ma non ha accantonato le abilità riguardanti le lingue e la crittografia; malgrado la menomazione fisica nutre ancora un gran desiderio di azione, ed Elio si convince ben presto della sua intelligenza e utilità ai fini dell'indagine.

- Onofrio. Apostata e ambiguo personaggio appartenente alla comunità egizia di Roma, non risulta del tutto affidabile benché sia una delle poche persone ancora in grado di leggere le antiche iscrizioni geroglifiche. Elio lo utilizza infatti come guida e traduttore.

## Cronologia
La vicenda narrata nel romanzo si estende dal 15 maggio del 304 d.C. (udienza imperiale per Elio a Spalato, in Dalmazia) al 24 ottobre dello stesso anno (giorno che coincide con il centosettantaquattresimo anniversario della morte di Antinoo). Le date con cui si aprono i capitoli riportano anche l'equivalente cronologico secondo il calendario egizio dell'epoca.
L'epilogo del romanzo si spinge a delineare brevemente alcuni fatti che accadranno successivamente al 305 d.C.

## Le fonti
Nelle pagine intitolate Ringraziamenti e Nota dell'autrice che precedono la narrazione Ben Pastor afferma esplicitamente che il romanzo ha un intreccio immaginario, basato però su verità storiche. Nel corso della narrazione stessa vengono citati alcuni scrittori antichi le cui opere sono servite come fonte e ispirazione: gli storici romani Svetonio, Mario Massimo, Cassio Dione, e lo storico greco Diodoro Siculo.
Ci sono però anche riferimenti moderni: Sir Ronald Syme e Anthony Birley. Inoltre, benché ad un certo punto Ben Pastor citi affettuosamente solo i nomi di battesimo di alcuni autori (Marguerite, Federico, Yukio), tra le sue fonti di riferimento possono essere identificati anche i seguenti volumi:
- Marguerite Yourcenar, Memorie di Adriano, (Les Mémoires d'Hadrien , 1950), edito in Italia da Einaudi

- Federico García Lorca, Poesie, (Obras completas, anni Venti-Trenta), edite in Italia da Garzanti, Einaudi, Newton Compton[6]

- Yukio Mishima, Confessioni di una maschera, (Kamen no koruhaku, 1949), edito in Italia da Feltrinelli

## Edizioni

### Edizioni italiane
- Ben Pastor, Il ladro d'acqua, traduzione di Paola Bonini, Frassinelli, 2007,  pp. 375, ISBN 978-88-7684-974-9.
- Ben Pastor, Il ladro d'acqua, traduzione di Paola Bonini, Sperling & Kupfer, 2010,  pp. 380, ISBN 978-88-6061-664-7.
- Ben Pastor, Il ladro d'acqua, traduzione di Paola Bonini, Oscar gialli, Mondadori, 28 febbraio 2017,  pp. 401, ISBN 978-88-04-66768-1.
- Ben Pastor, Il ladro d'acqua, traduzione di Paola Bonini, Il giallo Mondadori, Mondadori, 25 agosto 2020,  pp. 472, ISBN 978-88-04-72425-4.

### Edizioni brasiliane
- Ben Pastor, O ladrao da agua, Grupo Editorial Record, 2008, pp. 377 - ISBN 978-85-01-08178-0

### Edizioni ceche
- Ben Pastor, Zlodej Vody, Metafora Publishing House, 2007, pp. 304 - ISBN 978-80-7359-064-2

### Edizioni polacche
- Ben Pastor, Zlodziej Wody, Rebis Publishing House, 2007, pp. 460 - ISBN 978-83-7301-885-3

### Edizioni spagnole
- Ben Pastor, Conspiratio. El caso del ladrón de agua, Editorial Seix Barral, 2007, pp. 448 - ISBN 978-84-322-3167-4

### Edizioni statunitensi
- Ben Pastor, The Water Thief (paperback), T. Dunne - St.Martin Press, 2007, pp. 351 - ISBN 978-0-312-35390-2

### Edizioni ungheresi
- Ben Pastor, A Folyami Rablò, I.P.C Könyvek, 2010, pp. 310 - ISBN 978-963-635-368-1